# Viktor Emanuel I.
Viktor Emanuel I. (tal. Vittorio Emanuele) (Torino, 24. srpnja 1759. – Moncalieri, 10. siječnja 1824.), sardinski kralj od 1802. do 1821. godine. Naslijedio je svoga brata Karla Emanuela IV. koji je abdicirao s prijestolja. Kao ni njegov brat, ni on nije ostavio muškog potomka pa je, nakon njegove abdkacije, kruna prešla na najmlađeg brata, Karla Feliksa iz dinastije Savoja.
Poznat je kao osnivač karabinjera (1814.), koji djeluju i danas.

## Životopis
Rodio se u kraljevskoj palači u Torinu, u obitelji oca, sardinskog kralja Viktora Amadea III. († 1796.) i majke, španjolske infanti Marije Antonije Ferdinande Španjolske. Budući da je bio drugorođeni sin, naslijedio je naslov vojvode od Aoste (Duca di Aosta). Bio je vrhovni zapovjednik pijemontske vojske u ratu Prve koalicije protiv revolucionarne Francuske (1792. – 1796.). U trenutku preuzimanja prijestolja, 1802. godine, vladao je samo otokom Sardinijom, dok je kopneni dio njegove država bio pod Napoleonovom vlašću.
Poslije sloma Prvog Francuskog Carstva, održan je Bečki kongres na kojem mu je zaključnim aktom 9. lipnja 1815. godine vraćen Pijemont, uvećan za teritorij grada Genove, koja je postala glavna luka sardinijske mornarice. Unatoč tome, abdicirao je 1821. godine, u korist najmlađeg brata Karla Feliksa.

## Vanjske poveznice
- Viktor Emanuel I. Hrvatska enciklopedija
- Viktor Emanuel I. Britannica (engl.)
- Viktor Emanuel I. - kralj Sardinije i osnivač karabinjera (1759.) - povijest.hr

| Viktor Emanuel I. Savojska dinastijaRođ. 24. srpnja 1759. Umr. 10. siječnja 1824. |                                  |                         |
| Vladarske titule                                                                  |                                  |                         |
| prethodnik Karlo Emanuel IV.                                                      | sardinski kralj 1802.–1821.      | nasljednik Karlo Feliks |
| Titule u Katoličkoj Crkvi                                                         |                                  |                         |
| prethodnik Karlo Emanuel IV.                                                      | čuvar Svetoga platna 1802.–1821. | nasljednik Karlo Feliks |